# Austen Rowland
Austen Rowland (* 30. Juli 1981 in Hyattsville, Maryland) ist ein ehemaliger US-amerikanischer Basketballspieler und -trainer. Nach dem Studium in seinem Heimatland stand der Aufbauspieler als Profi bei Vereinen mehrerer europäischer Länder unter Vertrag, darunter Österreich und Deutschland.

## Karriere
Rowland wechselte zum Studium 1999 an die University of Delaware, wo er für die Hochschulmannschaft Fightin’ Blue Hens in der America East Conference der ersten NCAA-Division spielte. Die Blue Hens, die in den 1990er Jahren viermal diese Conference gewonnen hatten, verloren 2000 und 2001 jeweils das Endspiel und verpassten damit eine Teilnahme an der prestigeträchtigen landesweiten NCAA-Endrunde. Nachdem die Blue Hens 2001 in die spielstärkere Colonial Athletic Association gewechselt waren, stagnierten Rowlands individuelle Statistiken und er wechselte 2002 noch einmal die Hochschule, was nach den Regularien der NCAA eine einjährige Pause von Meisterschaftsspielen bedeutete. Nach drei Spielzeiten für die Blue Hens durfte er für die Mountain Hawks der Lehigh University nur noch eine weitere, abschließende vierte NCAA-Spielzeit absolvieren. Mit den Hawks gewann er 2004 das Meisterschaftsturnier der Patriot League und damit den ersten Titelerfolg der Hawks in dieser Conference. Dabei wurde er nach der Auszeichnung als Spieler des Jahres der Patriot League auch zum MVP des Finalturniers ernannt und bekam eine Honorable-Mention-Ehrung in der All-American-Bewertung von Associated Press. In einem Ausscheidungsspiel vor Beginn der NCAA-Endrunde mussten sich die Hawks mit den Rattlers der Florida A&M University um das Teilnahmerecht an der Endrunde auseinandersetzen, doch sie verloren das Spiel mit 15 Punkten Unterschied.
Nach seiner abschließenden Senior-Spielzeit wurde Rowland 2004 Profi. Trotz seiner erfolgreichen letzten Collegesaison reichte es zunächst nur zu einem Vertrag bei der Mannschaft des 1. FC Kaiserslautern in der 2. Basketball-Bundesliga. Die in der Vorsaison abstiegsbedrohten „Lauterer“ verbesserten sich auf einen vierten Platz, was die beste Platzierung nach dem Aufstieg 2002 in die Gruppe Süd war. Nachdem Rowland für die folgende Saison zunächst in Litauen vorspielte, kehrte er zur Zweitligaspielzeit 2005/06 schließlich nach Deutschland zurück und spielte für den Ligakonkurrenten Erdgas Baskets Jena, die auf dem zweiten Platz der Abschlusstabelle nur knapp den Aufstieg in die höchste deutsche Spielklasse verpassten. Für die folgende Bundesliga-Spielzeit 2006/07 wurde Rowland dann vom Aufsteiger Ratiopharm Ulm unter Vertrag genommen. Der Südmeister der 2. Bundesliga erreichte als Aufsteiger in die Basketball-Bundesliga auf dem zwölften Platz eine nahezu ausgeglichene Bilanz von 16 Siegen in 34 Spielen. Rowland selbst war bester Vorlagengeber dieser Spielzeit in der höchsten Spielklasse mit sechs Assists pro Spiel, wobei er mit 18 Vorlagen auch die Bestleistung in einem Spiel hielt. Für die darauffolgende Saison wechselte er zum Ligakonkurrenten TBB Trier. Den zuvor schon hinter den Ulmern platzierten Trierern missriet aber die Bundesliga-Spielzeit 2007/08 nahezu völlig und sie erreichten als Tabellenvorletzter nur sieben Siege in 34 Spielen. Einzig Rowlands ehemalige Mannschaft aus Jena, die zuvor ebenfalls in die erste Bundesliga aufgestiegen war, rangierte noch hinter den Trierern. Während Trier sich über den Erwerb einer Wild Card doch noch den Klassenerhalt in der ersten Liga sicherte, verließ Rowland den Verein und zunächst auch die Bundesliga.
Anfang Januar 2009 bekam Rowland schließlich einen Vertrag beim österreichischen Meister BSC Raiffeisen Panthers aus Fürstenfeld, mit dem er den nationalen Pokalwettbewerb gewinnen konnte. In der ÖBL-Spielzeit 2008/09 reichte es für den Titelverteidiger am Ende noch zum Erreichen der Play-off-Halbfinalserie, in der man den gegen den späteren Meister WBC Kraftwerk Wels ausschied. Für die folgende Spielzeit kehrte Rowland nach Deutschland zurück und bekam zu Saisonbeginn der Bundesliga-Spielzeit 2009/10 einen schließlich bis Jahresende befristeten Vertrag bei den Gießen 46ers. Diesen beendete er bereits Anfang Dezember, nachdem er ein Vertragsangebot seines ehemaligen Vereins und Ligakonkurrenten aus Ulm vorliegen hatte. Mit den Ulmern, die in der Vorsaison erstmals nach dem Aufstieg die Play-offs der besten acht Mannschaften erreicht hatten, reichte es nach 13 Saisonsiegen insgesamt noch zum 13. Platz in der Abschlusstabelle. In der Saison 2010/11 bekam Rowland dann einen Vertrag beim französischen Zweitligisten Étoile Sportive Saint-Michel aus Le Portel an der Atlantikküste. Mit dessen Mannschaft erreichte er auf dem achten Platz noch die Play-offs um den Aufstieg, in denen man jedoch in der ersten Runde ausschied. Für die folgende Spielzeit bekam er dann einen Vertrag beim Ligakonkurrenten ALM Basket aus Évreux ebenfalls in Nordfrankreich, der mit dem gleichen Ergebnis die Saison beendete wie Le Portel eine Spielzeit zuvor. Für die Saison 2012/13 kehrte Rowland in die Region Nord-Pas-de-Calais zurück und erreichte mit SOM Basket aus Boulogne-sur-Mer diesmal einen vierten Platz in der LNB Pro B. In den Play-offs scheiterte man jedoch aus Rowlands Sicht erneut im Viertelfinale am späteren Sieger und Aufsteiger Antibes Sharks. Zur Spielzeit 2013/14 wechselte er zum Zweitliga-Aufsteiger Orchésien BC aus Orchies ebenfalls in Nord-Pas-de-Calais.
Es folgten Stationen in der ersten finnischen Liga sowie der zweiten und dritten Spielklasse Frankreichs. In der Saison 2016/17 war Rowland Assistenztrainer der Basketballmannschaft der Lehigh University, nahm anschließend aber seine Spielerkarriere wieder auf. Ende Mai 2019 wurde er als Assistenztrainer des deutschen Bundesliga-Aufsteigers Hamburg Towers vorgestellt und arbeitete dort mit Mike Taylor zusammen, unter dem er in Ulm einst gespielt hatte. Nach dem Ende der Saison 2019/20 wurde sein Vertrag in Hamburg wie jener von Taylor nicht verlängert. Rowland ging in sein Heimatland zurück und wurde in Bowie (Bundesstaat Maryland) als Immobilienmakler tätig.